# Sicaya (distrito)
Sicaya é um distrito da província de Huancayo, localizado do Departamento de Junín, Peru.

## Transporte
O distrito de Sicaya é servido pela seguinte rodovia:
- PE-24, que liga o distrito de Cerro Azul (Região de Lima) à cidade de Chilca (Região de Junín)
- PE-3SB, que liga o distrito de Jauja ao distrito[2][3][4]